# Manato Yoshida
Manato Yoshida (japanisch 吉田 真那斗 Yoshida Manato; * 16. November 2001 in der Präfektur Shizuoka) ist ein japanischer Fußballspieler.

## Karriere

### Verein
Manato Yoshida erlernte das Fußballspielen in der Schulmannschaft der Kaiseikan High School sowie in der Mannschaft des National Institute of Fitness and Sports in Kanoya. Die Saison 2023 wurde er an den Erstligisten Yokohama F. Marinos ausgeliehen. Sein Erstligadebüt für den Klub aus Yokohama gab Manato Yoshida am 1. April 2023 (6. Spieltag) im Auswärtsspiel gegen Cerezo Osaka. Bei der 2:1-Niederlage stand er in der Startelf und wurde in der 78. Minute gegen Riku Yamane ausgewechselt. 2023 bestritt er ein Ligaspiel und ein Spiel im J. League Cup. Nach der Ausleihe wurde er am 1. Februar 2024 fest von Yokohama unter Vertrag genommen. Ende Juni 2024 wechselte er auf Leihbasis zum Zweitligisten Ōita Trinita.

### Nationalmannschaft
Manato Yoshida spielte 2023 fünfmal für die japanische U-23-Auswahl. Mit der Mannschaft nahm er an den Asienspielen in der Volksrepublik China teil. Hier unterlag man im Finale dem Team aus Südkorea mit 2:1.

## Erfolge
Japan Olympia
- Asienspiele: 2022 (Silbermedaille)